# Cathedral City
Cathedral City je město v okrese Riverside County ve státě Kalifornie ve Spojených státech amerických.
K roku 2010 zde žilo 51 200 obyvatel. S celkovou rozlohou 56,349 km² byla hustota zalidnění 910 obyvatel na km².